# Kritsakorn Kerdpol
Kritsakorn Kerdpol (tiếng Thái: กฤษกร เกิดผล, sinh ngày 21 tháng 1 năm 1985) là một cầu thủ bóng đá người Thái Lan. Hiện tại anh thi đấu cho Air Force Central ở Giải bóng đá Ngoại hạng Thái Lan. Anh đoạt chức vô địch Giải bóng đá ngoại hạng Thái Lan năm 2008.

## Danh hiệu

### Câu lạc bộ
PEA F.C.
- Giải bóng đá Ngoại hạng Thái Lan Vô địch (1): 2008